# Tarbucka (geomorfologická část)
Tarbucka je geomorfologická část podcelku Medzibodrocké pláňavy (součást Východoslovenské roviny).  Je to výrazný krajinotvorných prvek vystupující v jižní části roviny, na levém břehu řeky Bodrog, v katastrálním území obcí Streda nad Bodrogom, Malý Kamenec, Veľký Kamenec a Somotor.
Nadmořské výšky některých kopců jsou:
- Tarbucka (277,5 m n. m.)
- Čipkéš (210 m n. m.)

## Geologická struktura
Tarbucka je součástí georeliéfu sopečných extruzivních těles. Jádro vrchů vytváří vypreparovaný sopečný útvar, extruzivní dóm (kupa). Severní svahy jsou pokryty pískem. Pahorkatina je produktem vulkanické činnosti v období třetihor. Skládá se zejména z ryolitů, ryodacitů, tmavošedých andezitů a červených a žlutých tufů. Na těžbu zmíněných hornin zde bylo do 50. let 20. století v provozu několik kamenolomů.
Charakteristickým rysem pahorkatiny jsou kromě vrcholků i naváté písky a pískové duny. Jemný písek pochází ze svahů Karpat a často se těží na stavební účely.
Ve starém kamenolomu lze nalézt i obsidián .

## Flóra

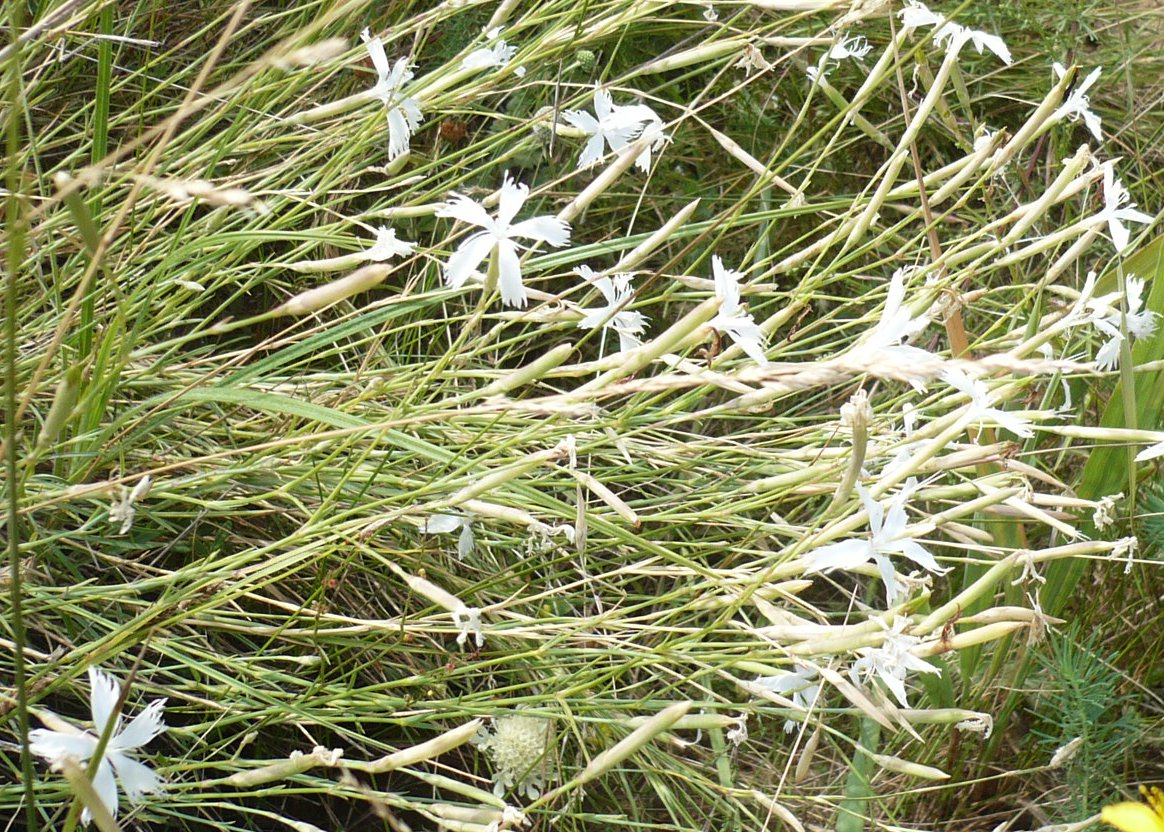
hvozdík pozdní (Dianthus serotinus)

Složení půdy vytváří optimální podmínky pro některé rostliny. Pahorkatinu pokrývají oblasti lesa, luk a vinic. Osmdesát procent lesů tvoří v 19. století vysazen trnovník akát (Robinia pseudoacacia), zbytek představují druhy rodu dub. Vrcholky kopců pokrývají louky a křoviny. Místy v tenkých vrstvách půdy se rozšířily suchomilné skalničky. Okrajové polohy jsou porostlé vinohrady. Část území je součástí přírodní rezervace Tarbucka.
Andezitový kopec Tarbucka je jedinou lokalitou hvozdíku pozdního (Dianthus serotinus) v oblasti Východoslovenské nížiny.

## Fauna
V přilehlém mokřadu, Národní přírodní rezervaci Tajba, žije Želva bahenní (Emys orbicularis), která klade svá vajíčka do okolních písků.

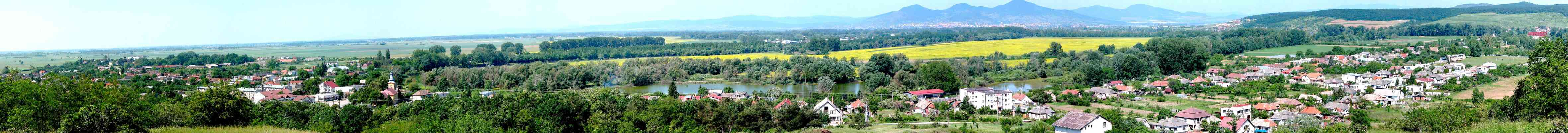
Panorama Stredy nad Bodrogom z Tarbucky směrem na jih, západ a sever. Na horizontě je vidět maďarská část Slanských vrchů od Tokaja po Sátoraljaújhely (Nové Mesto pod Šiatrom). Vpravo jsou vidět kopce nad obcí Viničky, slovenskou částí oblasti, kde sa vyrába Tokajské víno